# Passport (banda)
Passport é um grupo de jazz fusion liderado pelo saxofonista alemão Klaus Doldinger.[carece de fontes?]
Passport foi criado em 1971, originalmente um grupo de jazz fusion similar a banda norte-americana Weather Report. O grupo permanece ativo, gravando para Atlantic Records e Warner Bros. Records, entre outros.